# Conseil national de la recherche archéologique
Le Conseil national de la recherche archéologique (CNRA) est un organisme consultatif, compétent pour les questions relatives aux recherches archéologiques menées sur le territoire français. Il examine et propose au ministre chargé de la culture toute mesure relative à l’étude scientifique du patrimoine archéologique et à son inventaire, à la publication et à la diffusion des résultats de la recherche ainsi qu’à la protection, à la conservation et à la mise en valeur de ce patrimoine. À ce titre il examine en particulier les dossiers présentés par les collectivités territoriales et les autres organismes de droit public ou privé désireux de bénéficier des agréments interministériels (culture et recherche) leur permettant de réaliser des opérations d'archéologie préventive. Il compte trente-et-un membres : cinq représentants de l'État, douze personnalités qualifiées choisies en raison de leurs compétences scientifiques en matière d’archéologie et quatorze membres élus au sein des Commissions interrégionales de la recherche archéologique (CIRA), elles-mêmes chargées d'évaluer la recherche archéologique aux échelons local et interrégional.
Son rôle, ses attributions et son fonctionnement sont définis par les articles R.545-1 à R.545-15 du code du patrimoine.

## Historique
Il succède en 1994, au Conseil supérieur de la recherche archéologique, lui-même crée en 1964 et succédant lui-même à la Commission supérieure des monuments historiques, instituée au XIXe siècle.

## Vice-présidents
- Martial Monteil : depuis 2024
- Anne Lehoërff : 2015-2024
- Dominique Garcia : 2012-2014
- François Baratte : 2004-2008 et 2008-2012
- Michel Gras : 1999-2003
- Michel Reddé : 1994-1999